# MGM-51 Shillelagh

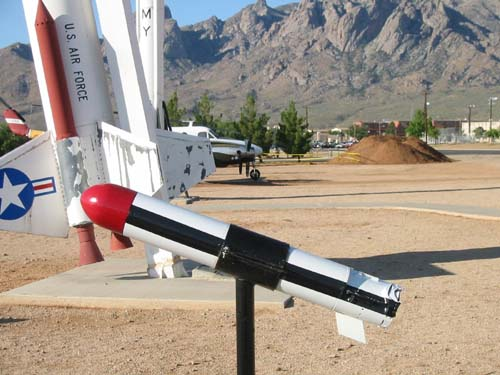
MGM-51 Shillelagh

Ford MGM-51 Shillelagh (Шилейла) — американская противотанковая управляемая ракета, разработанная для стрельбы из обычной пушки. Название системы происходит от прозвища традиционной ирландской деревянной клюшки. Сначала она предназначалась быть частью противотанковой ракетной системы короткого, среднего и дальнего радиуса действия для установки на бронетехнику в 1960-х и 70-х годах без увеличения калибра орудий. Шиллейла должна была стать ракетой средней дальности. Разработка системы, которая могла стрелять как снарядами, так и ракетами, была довольно сложной. Она должна была быть основным вооружением легкого танка M551 Sheridan, но ракетная система не попала в подразделения, воевавшие во Вьетнаме. Так получилось, что лишь небольшое количество из 88,000 ракет когда-либо было применено в бою.
Шиллейла считалась равной позже созданной противотанковой управляемой по проводу ракете BGM-71 TOW разработанной в 1970 в США, которую нельзя было, в отличие от MGM-51 Shillelagh, выстреливать из ствола пушки, но система управления была похожа. Однако пушки основных боевых танков конца ХХ ст. калибром от 100 до 125 мм и их боекомплект доказали свою достаточную эффективность в борьбе с бронёй противника.

## История
С быстрым ростом толщины брони во время Второй Мировой войны, танки получили возможность выжить после поражения снарядами от крупнейших противотанковых пушек. Новое поколение пушек, особенно британская 105 мм Royal Ordnance L7, могли справиться с этой задачей, но следующее поколение орудий должно было стать ещё больше.
Для решения этой проблемы в армии США начали отдавать предпочтение кумулятивным снарядам (HEAT). Эффективность поражения кумулятивного снаряда не связана со скорость полёта, это позволяет вести огонь из гораздо более легких пушек. Такие снаряды могут иметь большой диаметр, а пушки большого калибра и низкой начальной скоростью полёта снаряда, установленые на легкую и среднюю, по весу, технику, могут быть замечательными штурмовыми орудиями. Однако, снарядами с малой скоростью полёта трудно стрелять на дальние дистанции. Армия США стремилась преодолеть эту проблему путём создания управляемой ракеты с кумулятивным зарядом с большой точностью попадания на дальности в несколько километров.

## Разработка

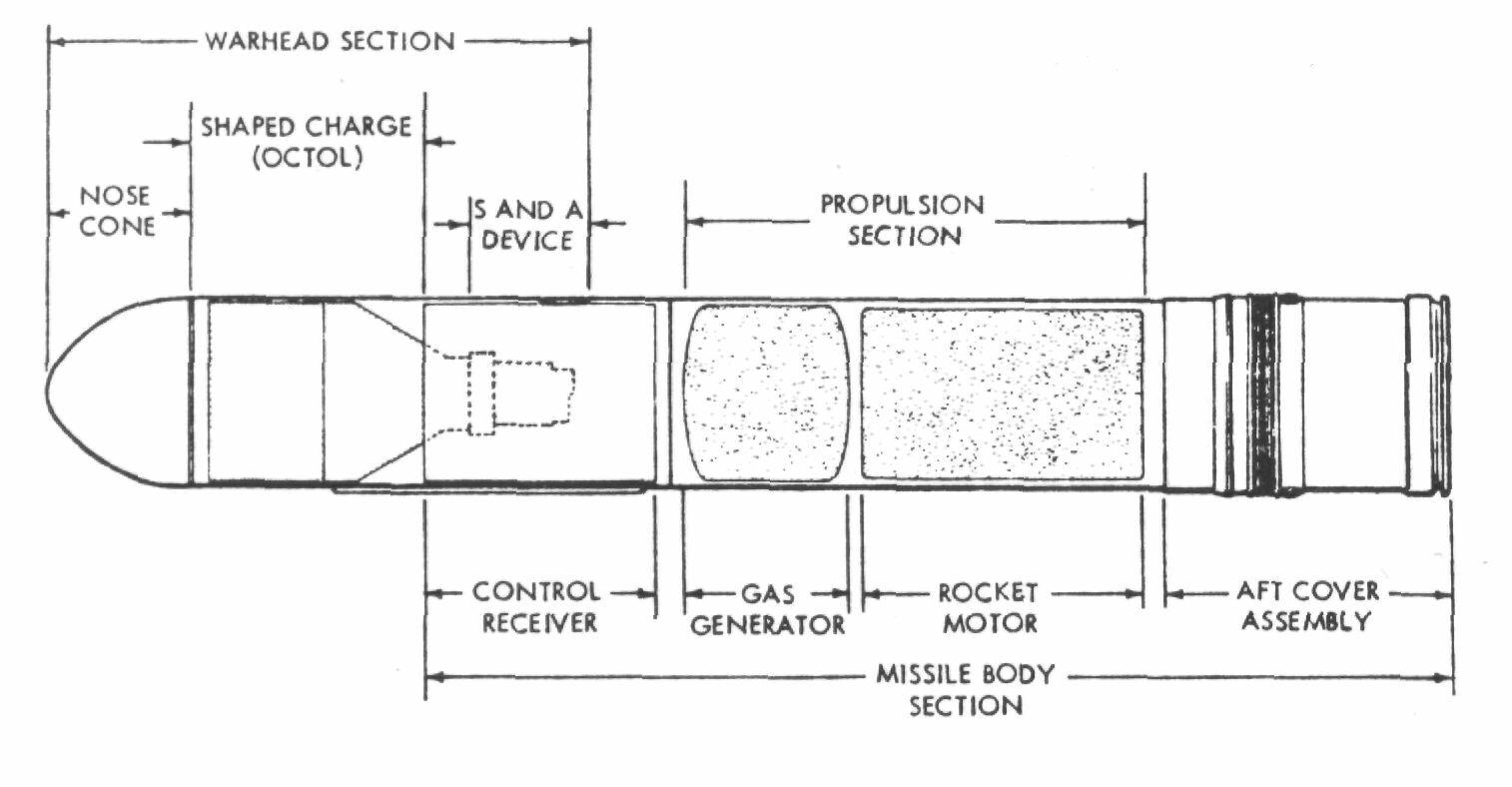

В 1958 в армии решили, что имеющихся знаний достаточно для создания управляемой ракеты с кумулятивным зарядом и в июне 1959 компаниям Sperry и Ford Aeronutronic было предложено создать ракету короткого радиуса действия. Ford выиграл контакт и начал работу над XM13 . Первые пусковые тесты прошли в 1960, а малосерийное производство начато в 1964. Ракета тогда имела наименование MGM-51A.
Базовая система была достаточно передовой на то время. Тело ракеты представляло собой длинную трубу со стабилизаторами которые выдвигались назад из сложенного положения. После выхода из дула пушки стабилизаторы выдвигались и запускался маршевый двигатель. Для предотвращения вращению во время движения по каналу ствола, в нарезной паз пушки вставлялся маленький «ключ». Наведение ракеты было простым; наводчик удерживал свой прицел на цели, в то время электроника в системе прицеливания следила оптически за ракетой и отсылала корректировки через ИК-канал связи. В основном процент попадания был большим.

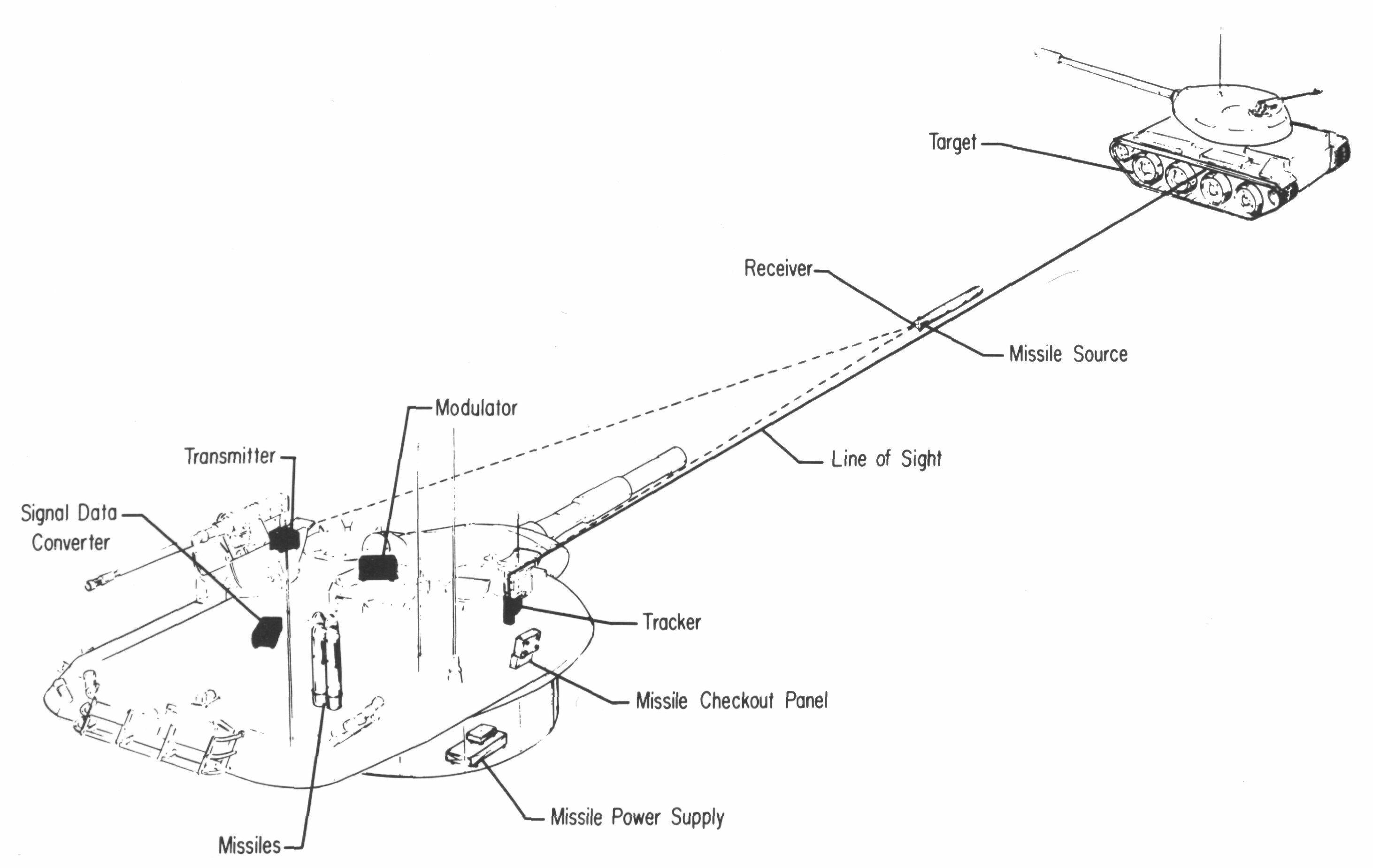
Схема КУРВ (Комплекс управляемого ракетного вооружения) «Шиллейла».
В состав КУРВ входили:
- Управляемая противотанковая ракета MGM-51C с кумулятивной БЧ.
- Прибор наведения с ИК приёмником, встроенный в прицел наводчика.
- Блок формирования команд.
- Модулятор.
- ИК передатчик.
- Блок питания.
- Панель проверки и управления.

Так как система была новой, производство Шиллейлы столкнулось с проблемами. Ford Aeronutronic недооценил сложность  создания и производства такой ракеты. Главными стали проблемы с топливом, системой зажигания, системой слежения и инфракрасного канала связи.

## Шеридан

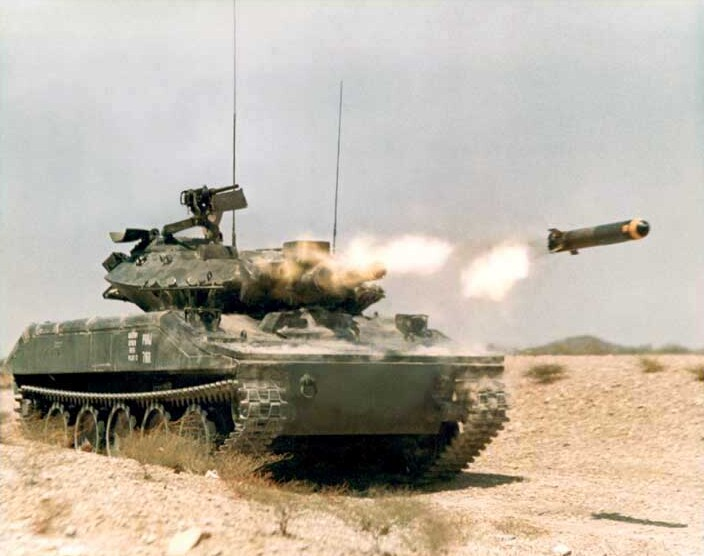
Выстрел ракетой MGM-51 Шилейла из танка Шеридан.

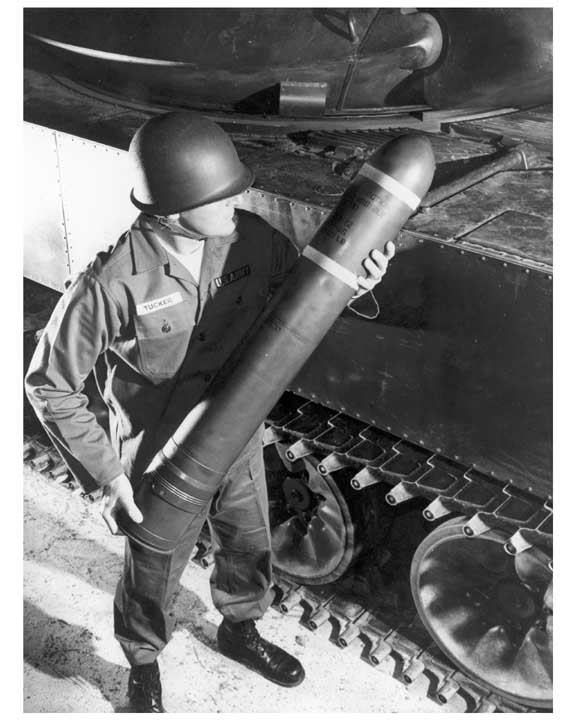
Погрузка в танк M551 Шеридан ПТУР «Шиллейла». Основным вооружением танка является 152-мм танковая пушка M81 (или M81E1), которая также является направляющей для запуска ПТУРС «Шиллейла». Кумулятивная боевая часть ПТУР массой 6,8 кг обеспечивает бронепробитие 390 мм катаной гомогенной брони /0° (150 мм/60°).

M81 / MGM-51 было сначала установлена на M551 Шеридан. Шеридан был легкой ББМ с алюминиевой бронёй, разработанный для перевозки  авиатранспортом для противотанковой поддержки воздушно-десантных войск. В 1966 американская армия потребовала от генерала Уестморленда применить танк в Южном Вьетнаме, но он отказался, мотивируя это тем, что без боекомплекта к пушке, Шеридан является ничем иным, как пулемётом стоимостью $300,000 (то есть на порядок больше стандартного БТРа М113). В 1968 появились снаряды для 152 мм пушки и M551 Шеридан был направлен в Южный Вьетнам для военных операций в январе 1969. Ракеты Шилейла не стали проблемой при применении танка во время Вьетнамской войны, поскольку их просто не использовали.
152 мм пушка танка Шеридан проявила себя капризной во время операций во Вьетнаме. Горючие гильзы 152 мм безгильзовых боеприпасов сгорали не полностью, требуя сложной и медленной системы продувки ствола. Ракетные боеприпасы также имели большую вероятость сдетонировать при поражении укладки кумулятивными боеприпасами неприятеля. Большая отдача пушки при стрельбе подбрасывала переднюю часть танка вверх, вызывая сбои в тонкой системе запуск ракет. Эти проблемы, в сочетании с отсутствием соответствующих целей (поскольку бронетехнику в тот период войны вьетнамцы применяли очень редко), привели к использованию Шеридана в качестве обычной САУ без сложной ракетной системы.
Шиллейла была длиннее обычных снарядов, поэтому боекомплект их был мал. Боекомплект состоял из 9 ракет и 12 кумулятивных выстрелов M409 для близкого боя. Кроме того, оказалась, что ракета имела очень большую минимальную дальность стрельбы. Управление ракетой начиналось только с дальности в 730 метров. Из-за своей максимальной дальности в 2000 м, ракетная система была эффективна лишь на достаточно узком промежутке боевых дистанций.
Хотя максимальная дальность в 2000 м. была приемлема, в армии рассуждали о её улучшении. Ford получил контракт на разработку ракеты дальнего действия в 1963. Тестовые стрельбы MGM-51B были начаты в мае, а производство начато в октябре 1966. Кроме модификации ракет, были внесены изменения в пушку. Во время тестирования было выявлено, что ключевой паз в пушке ведёт к растрескиванию ствола после нескольких выстрелов. После изучения версий с уменьшенным пазом был избран новый ствол M81E1 / MGM-51C.
Длина новой ракеты составляла 1,1 м длины, около 150 мм в диаметре, имела вес 27 кг. Производство продолжалось до 1971, и до тех пор было выпущено 88,000 ракет, в том числе и для использования на основных боевых танках (см.ниже). В 1978—1980 годах все танки M60A2 и большая часть M551 были сняты со службы в армии США. В 1984 году последний M551 Национальной гвардии покинул службу. В одном батальоне система оставалась в эксплуатации до 1991 года. Около полудюжины ракет было отстреляно по фортификационным сооружениям (бункерам) танком Шеридан во время операции Буря в Пустыне (Ирак/Кувейт) в январе и феврале 1991. Это наверно было единственное использования ракет в боевых условиях.
Преемником MGM-51 Shillelagh стали ракеты BGM-71 TOW.

## M60A2 «Starship»

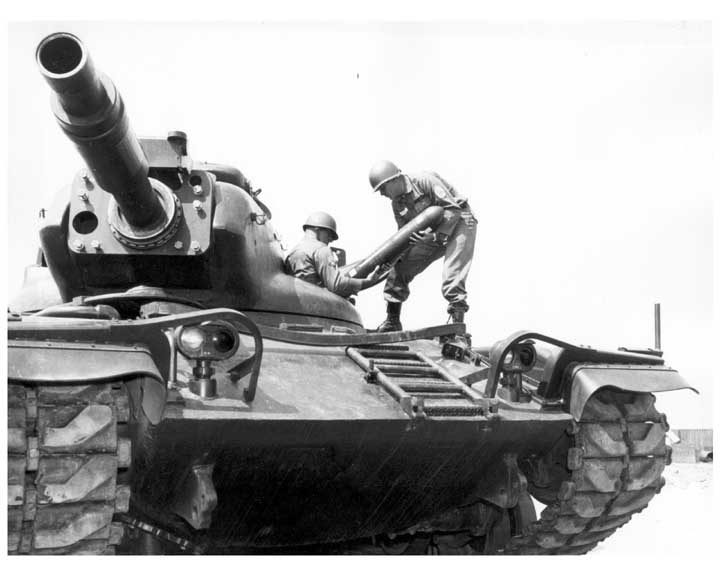

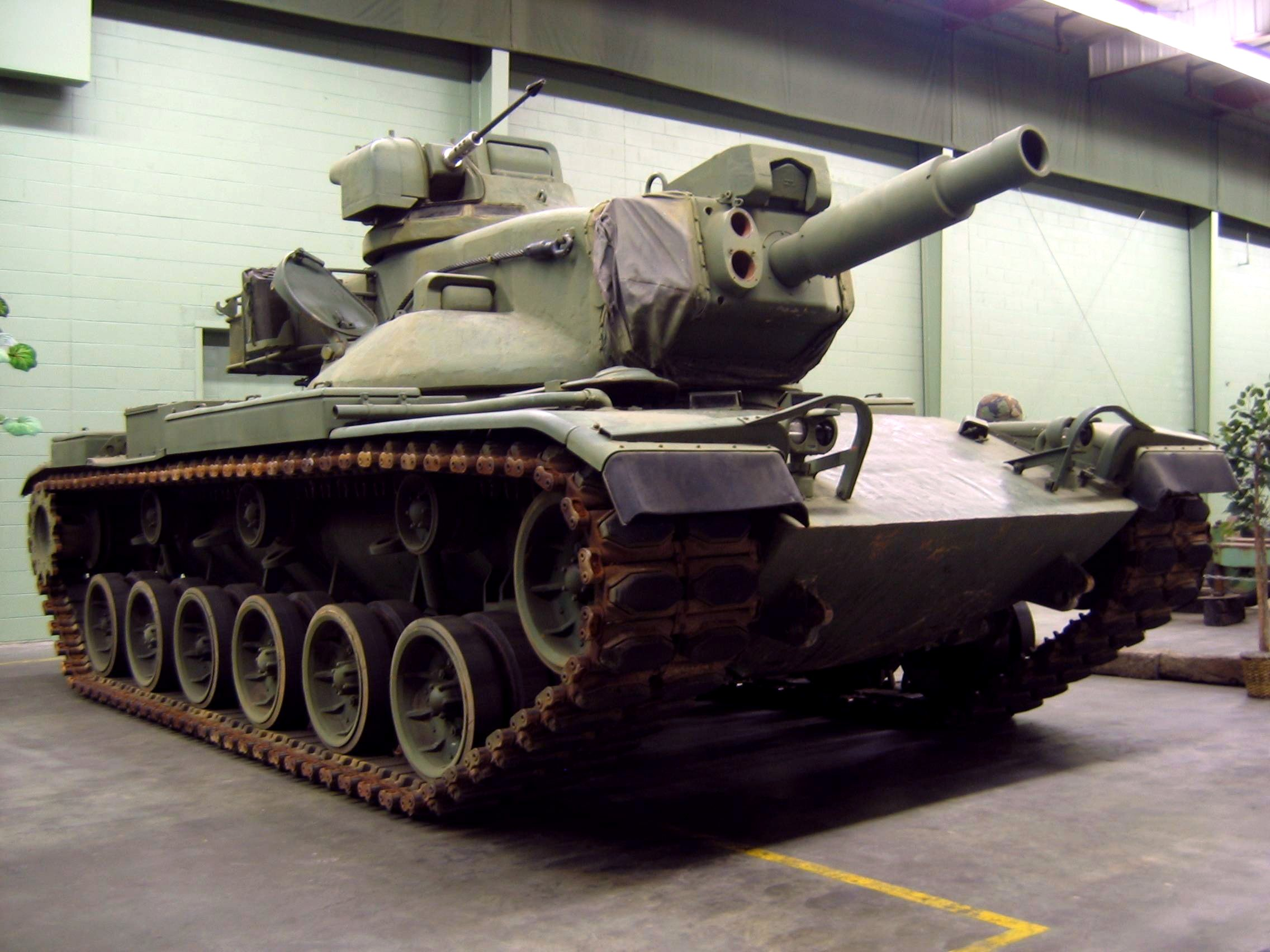
M60A2 в Американском музее Бронетехники в Данвилл, Виргиния, июль 2006 г..

Даже несмотря на проблемы, которые имела эта система, было доказано, что даже легкий десантный танк может вести борьбу против основных боевых танков. Вопрос о том сможет ли ракетная система стать основным вооружением всех основных боевых танков является до сих пор открытым. Так или иначе на тот момент тема ракетного танка была актуальной. Армия начала разработку низкопрофильных башен с короткоствольными пушками для существующих танков M60 в 1960-х, но все же не разместила заказ на доставку до 1971, то есть к моменту решения основных проблем с системой. Танки M60 с системой Шилейла были приняты на службу в 1974, но из-за постоянных проблем были сняты с вооружения в 1980 г Последняя версия  M60A3 использовала такую же пушку и башню как в M60A1.

## MBT-70

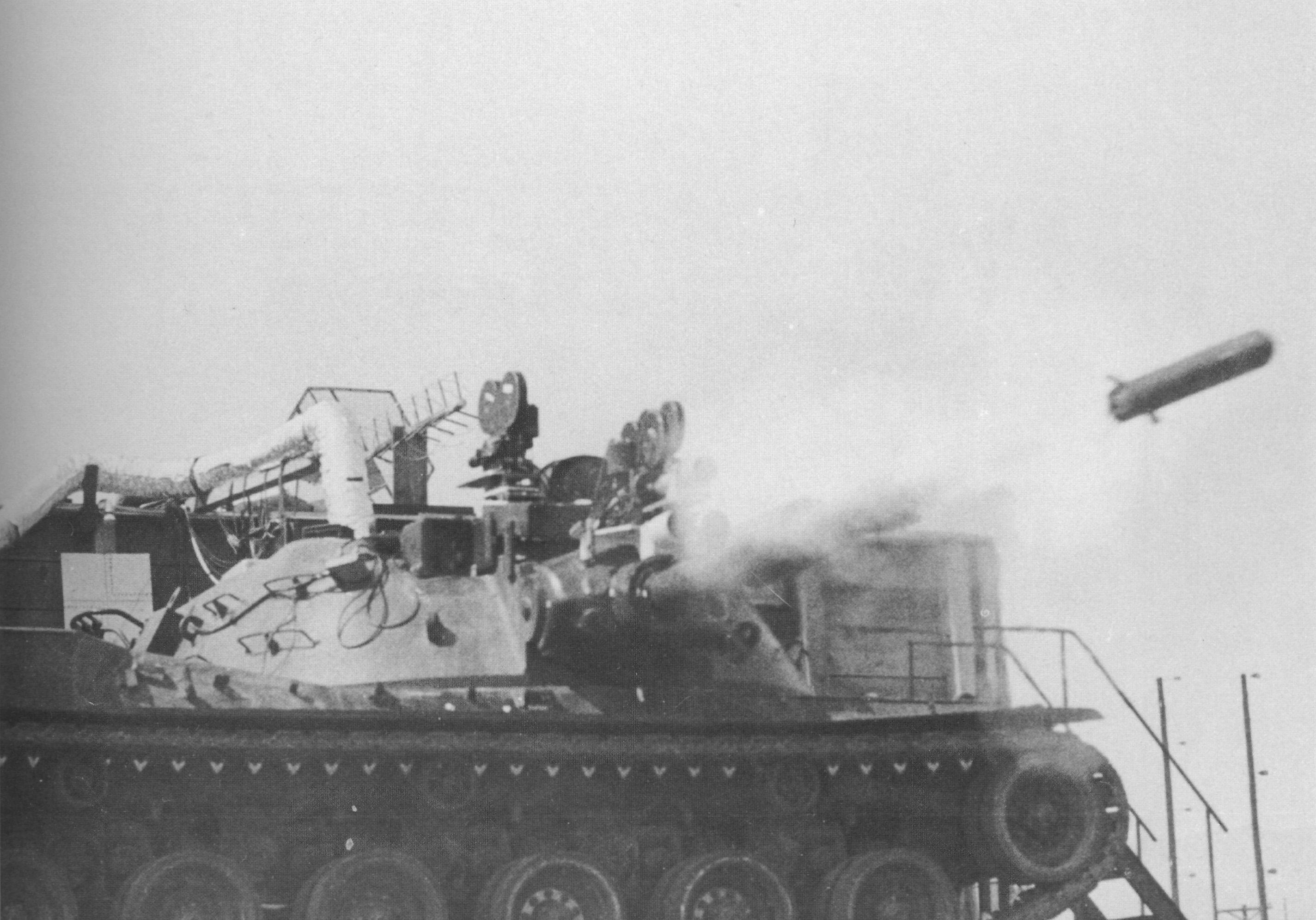
Прототип MBT-70 на огневых испытаниях MGM-51.

Наиболее амбициозным проектом по использованию системы Шилейла стал танк MBT-70, усовершенствованный американо-немецкий танк. Разработку MBT-70 начали в 1963 г. Танк был оборудован большой башней с автоматом заряжания на коротком шасси, таком коротком, что для водителя не было места спереди танка. Пушка была новой с длинным стволом, XM-150, что увеличивало дальность и давало возможность использовать её с подкалиберными снарядами. Однако проект затянулся, и в 1969 г. расчетная стоимость единицы выросла в пять раз. Германия покинула проект. Армия предложила вариант «урезаной» версии системы, XM-803, но Конгресс отменил проект в ноябре 1971 г. Через месяц были выделены средства на проект ныне несущего службу танка M1 Abrams. Конструкция M1 предусматривала обычную пушку.
Советские инженеры создали похожую ракетную систему Рефлекс-М (по классификации МО США и НАТО AT-11 Sniper), для стрельбы ракетами из 125 мм пушки. Там использована система наведения по лазерному лучу и тандемная боеголовка для поражения целей. Система используется на танках T-80 и T-90.